# World's Congress of Representative Women

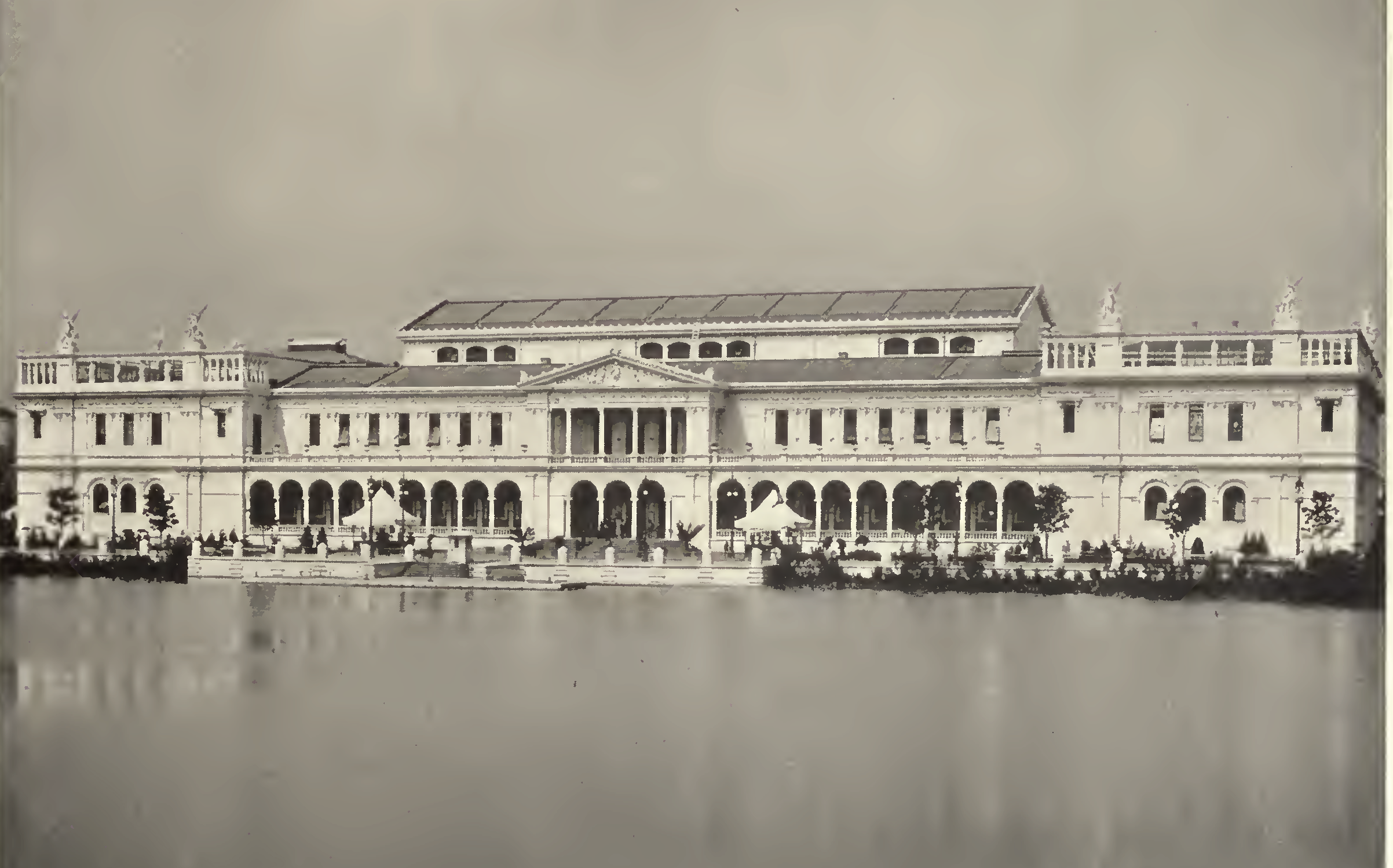
The Woman's Building

World's Congress of Representative Women var en veckolång internationell konferens som hölls i World's Congress Auxiliary Building i anslutning till World's Columbian Exposition i Chicago i maj 1893.
På konferensen arrangerades 81 möten  av kvinnliga representanter från var och en av USA:s delstater. 150 000 personer ska ha kommit till World's Congress Auxiliary Building och lyssnat på föredrag av nära 500 kvinnor från 27 olika länder. Konventet beskrivs som det mest välbesökta av alla kongresser på World's Columbian Exposition.